# Krokigtjärnen (Arjeplogs socken, Lappland)
Krokigtjärnen är en sjö i Arjeplogs kommun i Lappland och ingår i Umeälvens huvudavrinningsområde. Krokigtjärnen ligger i Laisdalens fjällurskog Natura 2000-område.